# ローレルレーシング
株式会社ローレルレーシング（Laurel Racing Co. Ltd.）は、日本中央競馬会に馬主登録をしているクラブ法人である。愛馬会法人「株式会社ローレルクラブ」より匿名組合契約に基づく競走馬の現物出資を受けて、中央競馬などの競走に出走させている。
勝負服の柄は海老、白玉霰、冠名には「ローレル」を用いる。

## 概要
創設時の商号は「カネツ株式会社」。もともとは、先物取引などを手がけていたカネツ商事株式会社の本社正面で飲食店を構えていた菊地忠雄が、店を売り払いカネツ商事の関連会社として競走馬を扱うカネツ株式会社を設立したことに始まっている。その後カネツ競走馬株式会社に改められたが、その時点では一口馬主というよりオーナーズのような形式で、募集口数を増やそうとクラブ法人の現・ローレルレーシングへと移行した。

## 歴史
- 1960年 - 9月、カネツ商事株式会社の関連会社としてカネツ株式会社が設立[4][5]。
- 1964年 - 1月30日、カネツ株式会社をカネツ牧場株式会社に商号変更[6]。12月28日、合資会社カネツ牧場を設立[4]。
- 1965年 - 4月20日、カネツ牧場株式会社をカネツ競走馬株式会社に商号変更[7]。
- 2001年 - 4月4日、カネツ競走馬株式会社を株式会社ローレルレーシングに商号変更[8]。
- 2010年 - ローレルゲレイロが2009年度JRA賞最優秀短距離馬に選出される[9]。

## 主な所有馬

### 引退馬
- カネツフルーヴ（2002年帝王賞、2003年川崎記念、オグリキャップ記念、ダイオライト記念）
- フィーユドゥレーヴ（2003年函館2歳ステークス）
- ローレルアンジュ[注 1]
- ローレルゲレイロ（2008年東京新聞杯、阪急杯、2009年高松宮記念、スプリンターズステークス）

カネツ名義時
- カネツセーキ（1961年函館3歳ステークス、朝日杯3歳ステークス）

カネツ競走馬名義時
- カネツクロス（1995年エプソムカップ、鳴尾記念、1996年アメリカジョッキークラブカップ）

## ローレルクラブ（愛馬会法人）
代表者は、ロッキータイガーなどを生産した松浦牧場の2代目代表である松浦快之。